# یان براون (ورزشکار)
یان براون (انگلیسی: Ian Brown؛ زادهٔ ۴ april ۱۹۵۴ (۷۰ سال)) ورزشکار، و قایقران قایق بادبانی اهل استرالیا است.